# 저녁쥐속
저녁쥐속(Calomys)은 비단털쥐과 목화쥐아과에 속하는 설치류 속의 하나이다. 남아메리카에 널리 분포하는 14종을 포함하고 있다. 아르헨티나형 출혈열과 볼리비아형 출혈열의 매개체로 알려져 있다.

## 하위 종
| - 볼리비아저녁쥐 (C. boliviae) - 은둔저녁쥐 (C. callidus) - 큰저녁쥐 (C. callosus) - 케르케이라저녁쥐 (C. cerqueirai) - 카팅가저녁쥐 (C. expulsus) - 다산저녁쥐 (C. fecundus) - 휘멜링크저녁쥐 (C. hummelincki) | - 작은저녁쥐 (C. laucha) - 안데스저녁쥐 (C. lepidus) - 드라이랜드저녁쥐 (C. musculinus) - 페루저녁쥐 (C. sorellus) - 델리키트저녁쥐 (C. tener) - 토칸틴스저녁쥐 (C. tocantinsi) - 코르도바저녁쥐 (C. venustus) |